# Medaljfördelning vid olympiska vinterspelen 1988
Detta är medaljfördelningen vid olympiska vinterspelen 1988 som hölls i Calgary, Kanada.

## Tabellen
Ländernas placering i listan avgörs av:
1. Antal guldmedaljer.
2. Antal silvermedaljer.
3. Antal bronsmedaljer.
4. Bokstavsordning (förändrar dock inte landets ranking).

Det här systemet används av IOC, IAAF och BBC.

      Värdnation (Kanada)
| Pl.    | Nation          | Guld | Silver | Brons | Totalt |
| ------ | --------------- | ---- | ------ | ----- | ------ |
| 1      | Sovjetunionen   | 11   | 9      | 9     | 29     |
| 2      | Östtyskland     | 9    | 10     | 6     | 25     |
| 3      | Schweiz         | 5    | 5      | 5     | 15     |
| 4      | Finland         | 4    | 1      | 2     | 7      |
| 5      | Sverige         | 4    | 0      | 2     | 6      |
| 6      | Österrike       | 3    | 5      | 2     | 10     |
| 7      | Nederländerna   | 3    | 2      | 2     | 7      |
| 8      | Västtyskland    | 2    | 4      | 2     | 8      |
| 9      | USA             | 2    | 1      | 3     | 6      |
| 10     | Italien         | 2    | 1      | 2     | 5      |
| 11     | Frankrike       | 1    | 0      | 1     | 2      |
| 12     | Norge           | 0    | 3      | 2     | 5      |
| 13     | Kanada          | 0    | 2      | 3     | 5      |
| 14     | Jugoslavien     | 0    | 2      | 1     | 3      |
| 15     | Tjeckoslovakien | 0    | 1      | 2     | 3      |
| 16     | Japan           | 0    | 0      | 1     | 1      |
| 16     | Liechtenstein   | 0    | 0      | 1     | 1      |
| Totalt | Totalt          | 46   | 46     | 46    | 138    |